# El Hornillo
El Hornillo és un municipi de la província d'Àvila, a la comunitat autònoma de Castella i Lleó.

## Demografia
| 1991 | 1996 | 2001 | 2004 | 2019 |
| ---- | ---- | ---- | ---- | ---- |
| 548  | 442  | 404  | 395  | 290  |